# Movimento 26 de Julho
O Movimento 26 de Julho (em castelhano:  Movimiento 26 de Julio; M-26-7) foi um movimento revolucionário cubano, fundado em 1954 por Fidel Castro e seus companheiros, contra o ditador Fulgencio Batista. O Movimento lutou contra o regime de Batista nas frentes rurais e urbanas. Os principais objetivos do movimento foram a distribuição da terra aos camponeses, a nacionalização dos serviços públicos, a industrialização, as eleições honestas e a reforma educacional em larga escala.

## Origens
O nome do Movimento 26 de Julho originou-se do ataque falhado no Quartel Moncada, uma instalação do exército na cidade de Santiago de Cuba, em 26 de julho de 1953. Este ataque foi liderado pelo jovem Fidel Castro, candidato legislativo em uma eleição livre que havia sido cancelada por Batista. O ataque fracassado tinha sido concebido como um grito de guerra para a revolução. Castro foi capturado e condenado a 15 anos de prisão, mas junto com seu grupo foi concedida uma anistia depois de dois anos após uma campanha política em seu nome. Castro viajou ao México para reorganizar o movimento em 1955 com vários outros revolucionários exilados (incluindo Raúl Castro, Camilo Cienfuegos e Juan Almeida Bosque). Sua tarefa era formar uma força de guerrilha disciplinada para derrubar Batista.

## Papel na Revolução Cubana
Em 2 de dezembro de 1956, 82 homens desembarcaram em Cuba, tendo navegado no barco Granma de Tuxpan, Veracruz, pronto para organizar e conduzir uma revolução. Os primeiros sinais não eram bons para o movimento. Desembarcaram à luz do dia, foram atacados pela Força Aérea Cubana e sofreram numerosas baixas. O grupo de desembarque foi dividido em dois e vagou perdido por dois dias, a maioria de suas provisões foram abandonadas onde aterraram. Eles também foram traídos pelo seu guia camponês em uma emboscada, que matou mais daqueles que tinham desembarcado. Batista erroneamente anunciou a morte de Fidel Castro neste momento. Dos 82 que embarcaram no Granma, apenas 12 se reagruparam na Serra Maestra. Enquanto os revolucionários estavam montando acampamento nas montanhas, grupos de "Resistência Cívica" estavam formulados nas cidades pressionando o regime de Batista. Muitas pessoas de classe média e profissionais reuniram-se em direção a Castro e seu movimento. Enquanto na Sierra Maestra as forças guerrilheiras atraíram centenas de voluntários cubanos e ganharam várias batalhas contra o exército cubano. Ernesto 'Che' Guevara foi baleado no pescoço e no peito durante a luta, mas não foi gravemente ferido. (Guevara, que havia estudado medicina, continuou dando primeiros socorros a outros guerrilheiros feridos). Esta foi a fase de abertura da guerra da Revolução Cubana, que continuou nos próximos dois anos. Terminou em janeiro de 1959, depois que Batista fugiu de Cuba para a Espanha, na véspera de Ano Novo, quando as forças do Movimento marcharam para Havana.

## Pós-1959
Depois da tomada, Anti-Batistas, liberais, trabalhadores urbanos, camponeses e idealistas tornaram-se os seguidores dominantes do movimento M-26-7, que ganhou controle sobre Cuba. O Movimento uniu-se a outros corpos para formar o Partido Unido da Revolução Socialista Cubana, que por sua vez se tornou o Partido Comunista de Cuba em 1965. Cuba modelou-se após os países do bloco soviético da Europa Oriental, tornando-se o primeiro governo socialista nas Américas. Uma vez que se soube que Cuba adotaria um rígido sistema político e econômico marxista-leninista, a oposição foi levantada não apenas por membros do partido dissidente, mas também pelos Estados Unidos. O governo de Fidel Castro capturou terras privadas, nacionalizou centenas de empresas privadas - incluindo várias subsidiárias locais de corporações americanas - e taxou os produtos americanos tão fortemente que as exportações dos EUA foram cortadas pela metade em apenas dois anos. A Administração Eisenhower então impôs restrições comerciais em tudo, exceto alimentos e suprimentos médicos. Como resultado, Cuba voltou-se para a União Soviética no comércio. Os EUA responderam cortando todos os laços diplomáticos com Cuba, e tiveram uma relação rochosa desde então. Em abril de 1961, uma força treinada pela CIA de exilados e dissidentes cubanos lançou a infrutífera invasão da Baía dos Porcos contra Cuba.
A bandeira do Movimento 26 de Julho está no ombro do uniforme militar cubano, e continua a ser usado como um símbolo da revolução cubana.